# اسکیلد کامپوزیتس
اسکیلد کامپوزیتس (به انگلیسی: Scaled Composites) نام یک شرکت تولیدکننده محصولات صنایع هوافضایی تجاری در آمریکا است.
این شرکت در سالِ ۱۹۸۲ در کالیفرنیا شکل گرفت و امروز متعلق به نورثروپ گرومن است.
رئیس آن برت روتان است.

## فضاپیماهای تولید شده
- فضاپیمای یک
- فضاپیمای دو